# Lipocarpha gracilis
Lipocarpha gracilis är en halvgräsart som först beskrevs av Louis Claude Marie Richard och Christiaan Hendrik Persoon, och fick sitt nu gällande namn av Christian Gottfried Daniel Nees von Esenbeck. Lipocarpha gracilis ingår i släktet Lipocarpha och familjen halvgräs. IUCN kategoriserar arten globalt som livskraftig. Inga underarter finns listade i Catalogue of Life.